# KS Shkumbini
KS Shkumbini är en fotbollsklubb i Peqin i Albanien, grundad 1924. Klubben tog sig upp till högsta divisionen först säsongen 1994/1995 och höll sig kvar där till och med säsongen 2012/2013.